# 誉田御廟山古墳

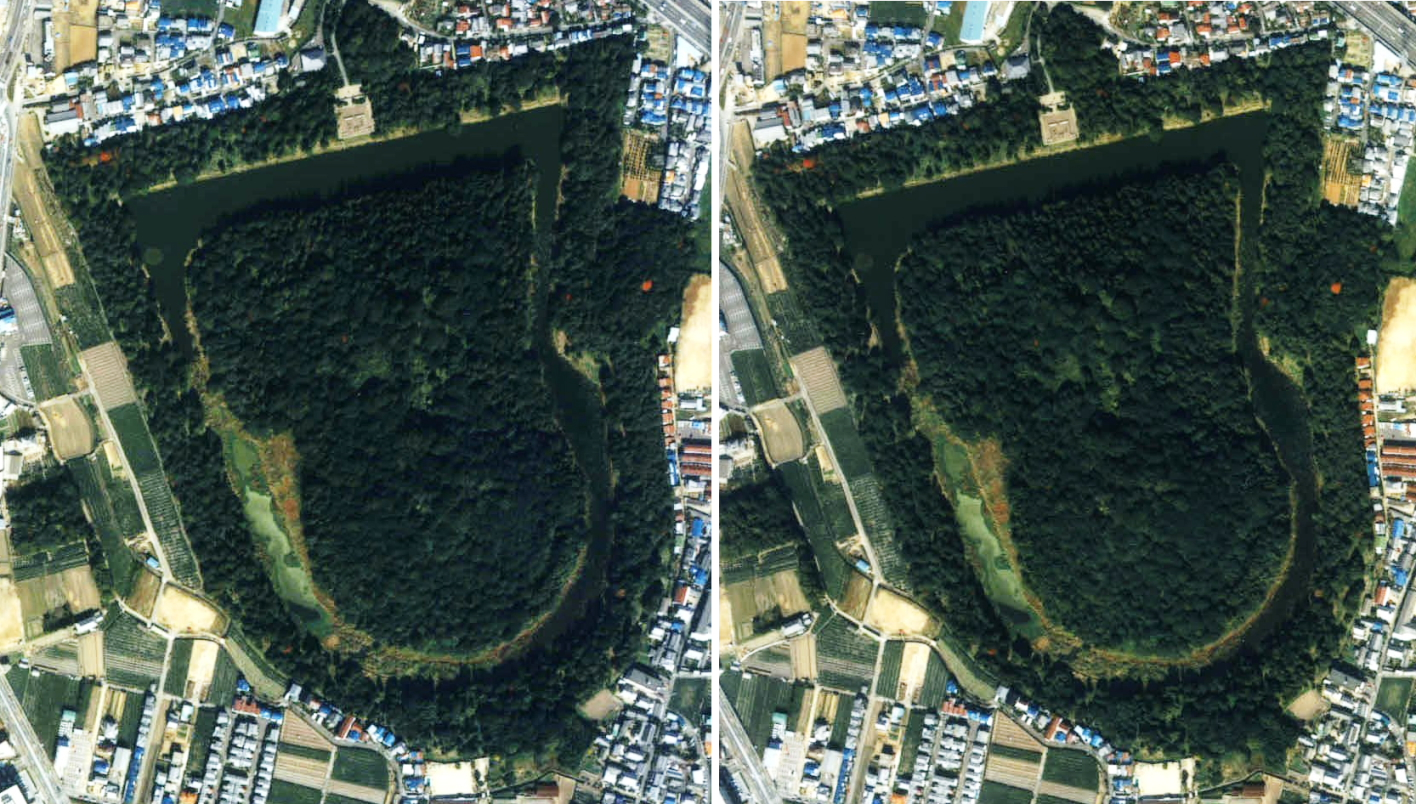
誉田御廟山古墳のステレオ空中写真（1985年）

誉田御廟山古墳（こんだごびょうやまこふん）または誉田山古墳（こんだやまこふん）は、大阪府羽曳野市誉田にある古墳。形状は前方後円墳。古市古墳群を構成する古墳の1つ。
実際の被葬者は明らかでないが、宮内庁により「惠我藻伏崗陵（えがのもふしのおかのみささぎ）」として第15代応神天皇の陵に治定されている。また外濠と外堤は1978年（昭和53年）に国の史跡に指定されている。
名称は「応神天皇陵（おうじんてんのうりょう）」とも呼ばれることがあり、大仙陵古墳（大阪府堺市）に次ぐ全国第2位の規模である巨大古墳。
2008年9月26日、大仙陵古墳（仁徳天皇陵）を含む百舌鳥古墳群、誉田御廟山古墳（応神天皇陵）を含む古市古墳群が世界遺産の国内暫定リストに追加されている。2019年5月14日にユネスコの諮問機関「イコモス」は前年9月に行った現地調査などの結果、世界遺産への「登録が適当」とする勧告を提出した。2019年6月30日からアゼルバイジャンで開かれる予定の世界遺産委員会で正式に登録が決定する見通しとなった。
ユネスコの世界遺産委員会は7月6日、アゼルバイジャンの首都バクーで行われている新たな世界遺産を決める会議において日本が推薦する大阪府の大仙陵古墳（仁徳天皇陵古墳）を含む「百舌鳥・古市古墳群」の世界文化遺産としての登録が正式に決定した。

## 古墳の概要
5世紀初頭の築造と考えられている。立地条件は、必ずしも良いとは云えない。それは、土質の安定した段丘と不安定な氾濫原という異質の土地にまたがって墳丘を造営しているためという。
また、造営前から二ツ塚古墳が存在しており、それを避けるように造ったため、周濠と内堤が歪んでいる。なお、前方部の一部が崩れているのは734年、及び1510年にこの地で内陸直下型の大地震があったためと考えられており、前方部の崩落部分のほぼ真下を活断層の生駒断層帯が走っている。
宮内庁が管理しており、立ち入って学術調査が出来ないため確かなことが分かっていない。しかしながら、1935年に台風で崩れた前方部から巨大な竪穴式石棺が見つかり、宮内庁が調査した報告書が2025年に見つかった。宮内庁では報告書を検証して公表するとしている。
古墳本体を覆う植生やそれによる生態系は良く保たれている。これは、隣接する誉田八幡宮の神域の森として保護されてきたためである。内濠にはヒメボタルが生息する。

### 規模
当古墳の規模について、羽曳野市の公式サイトでは以下の数値を公表している。
- 墳丘長：約425メートル
- 後円部直径：250メートル
- 後円部高さ：35メートル
- 前方部幅：300メートル
- 前方部高さ：36メートル

ただし、どの部分を古墳の裾とするかには議論があり、これらの長さには諸説がある。ただし、全長約420メートルという墳丘長は大仙陵古墳に次ぐ大きさであり、体積は143万3960立方メートルにおよんでいる。墳丘長、体積共に日本第2位の大王陵である。

### 周濠

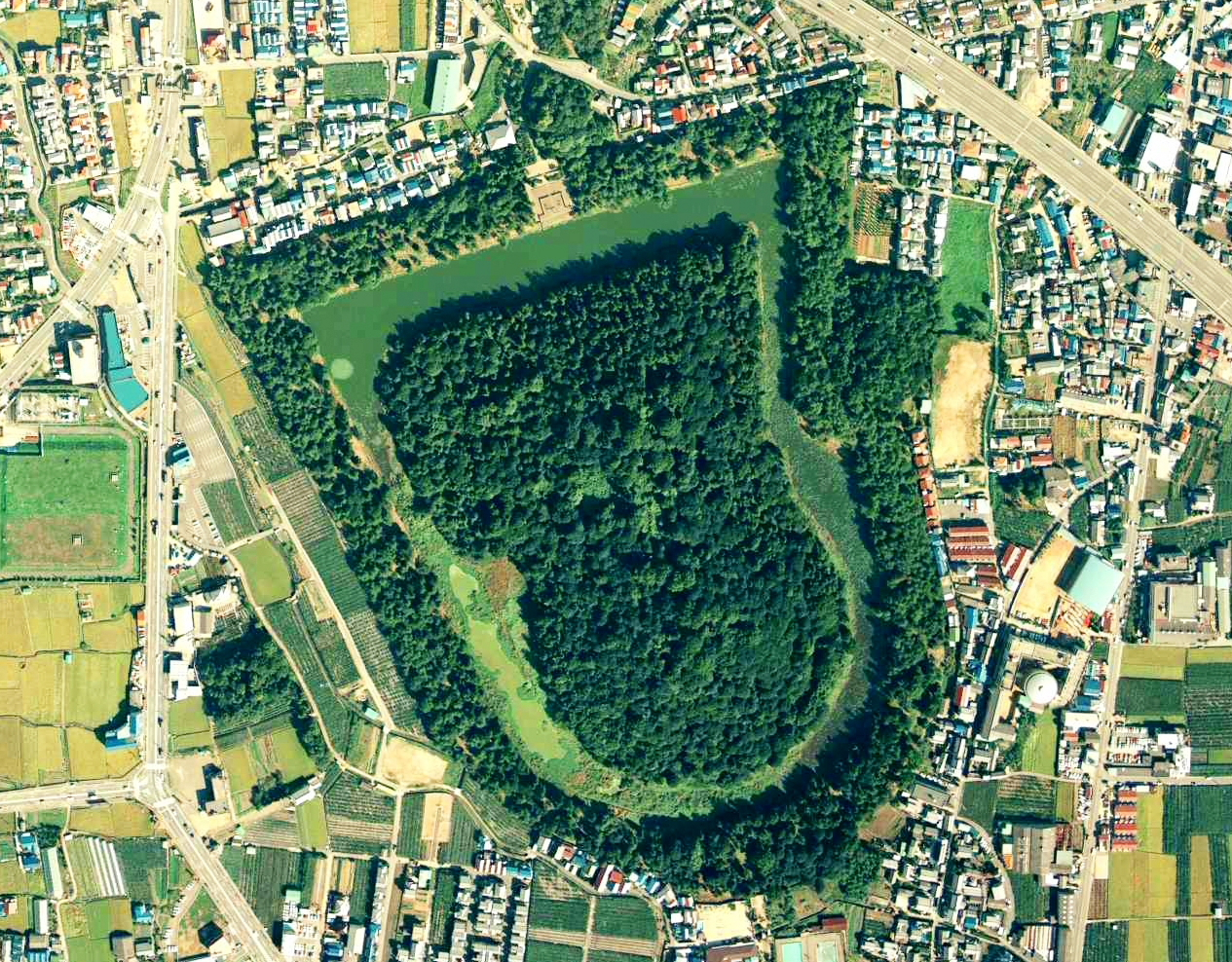

周りには二重の堀をめぐらしており、広大な内濠の外には幅約48メートルの中提があり、その外に築造当時は幅約35メートルのもう一重の濠（外濠）のあった形跡があり、それを巡る外提は幅約15メートルあったと推定されている。濠の水深は170～250センチメートルと大仙陵古墳と比較してかなり深い。二重の濠と外堤が築造されたのは西側だけであり、東側の外濠や外堤は築造されなかったことが明らかになっている。

### 出土品

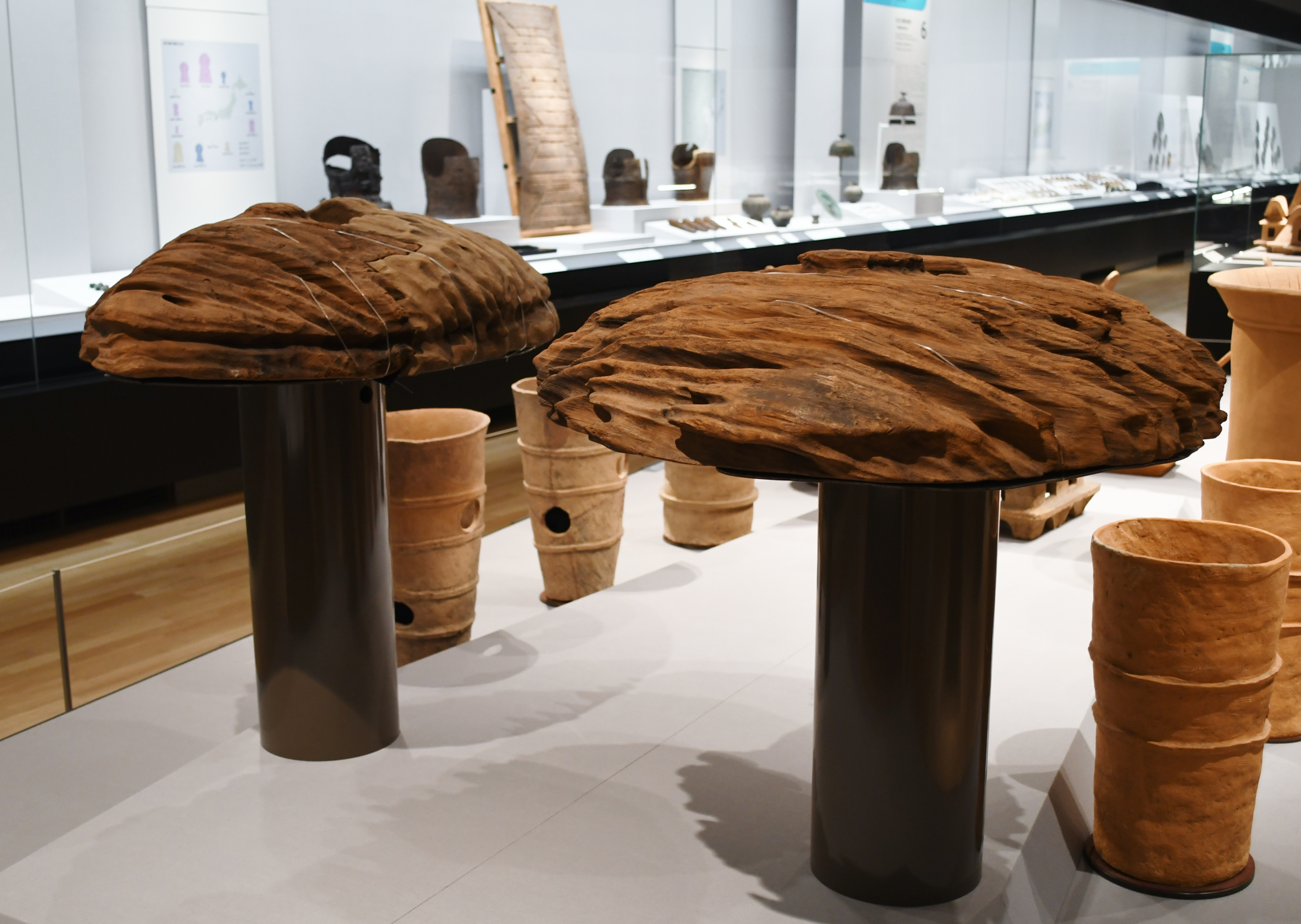
蓋形木製品・東京国立博物館展示

埴輪の種類が多い。円筒、キヌガサ、家、盾（たて）、甲（よろい）、草摺（くさずり）、水鳥など。内濠から土師器と共に魚形土製品が10個出土している。鯨、烏賊（いか）、蛸、鮫、海豚など。これらの土製品の解釈には様々な説がある。
円筒埴輪や円形埴輪、後円部側の外濠の外部で馬形埴輪なども出土している。直径74センチメートルの笠形の木製の埴輪も副葬されていた。木製製品はこれまで、内堤までと考えられていたが、外堤にも立てられていたことが推測される。

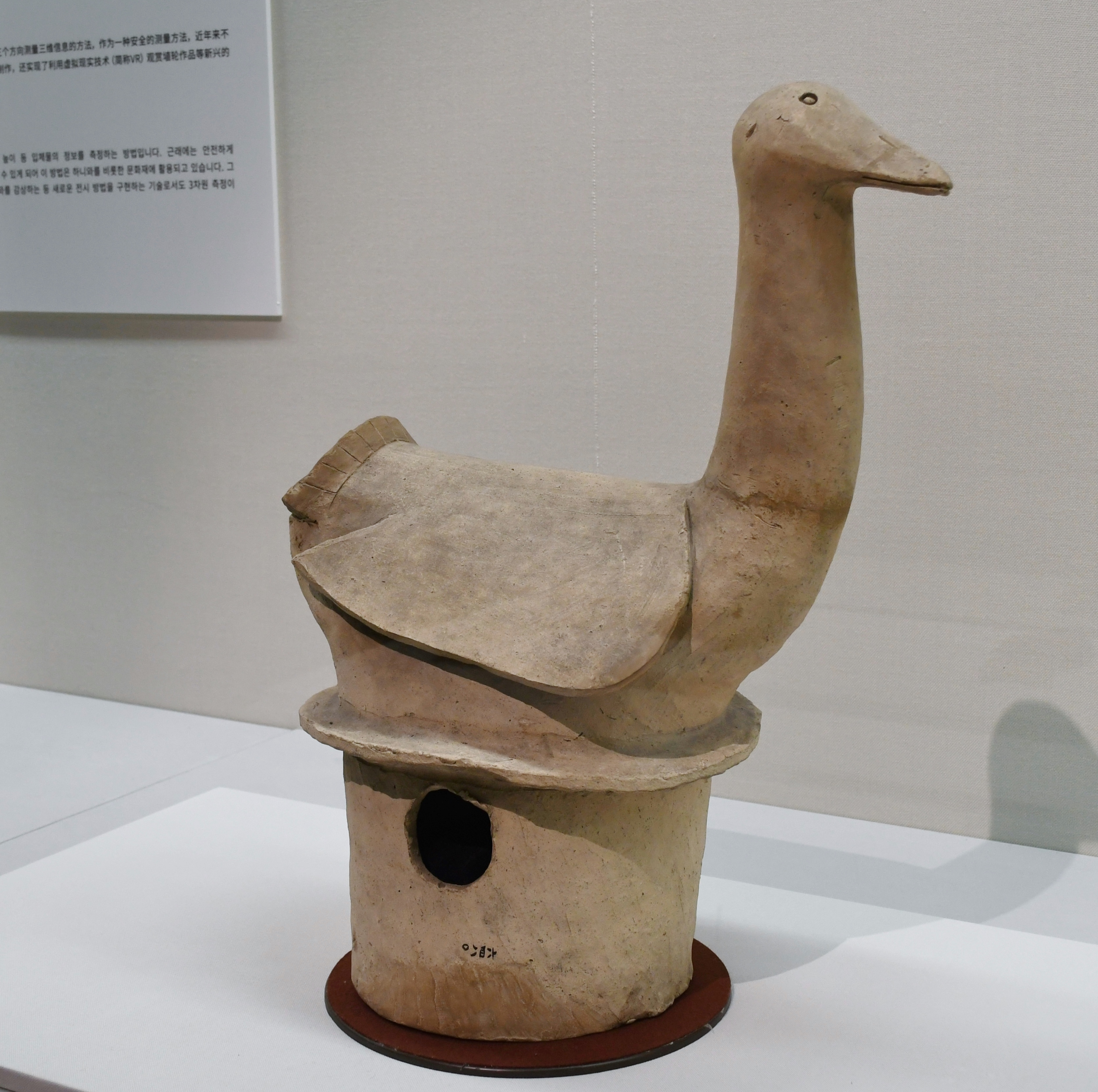
水鳥形埴輪 東京国立博物館展示。

### 陪墳
指定を受けている陪墳ものは5基ある。残りが民有地であるため古墳の破壊が続いた。
盾塚（たてづか）
帆立貝式古墳、誉田山古墳の北東の方角にあり、濠の外にある。築造年代は、誉田山古墳より先行する可能性もある。盾が10枚も埋めてあったのでこの名が付いた。
埋葬施設は長大な割竹形木棺（わりたけがたもっかん）で、銅鏡、玉類、短甲、衝角付冑（しょうかくつきかぶと）、鉄製の刀剣や鏃（やじり）、筒型銅器、碧玉製釧（へきぎょくせいくしろ）、竹櫛（たけくし）、盾10枚などが出土した。
また、前方部から、鉄製の刀、剣、矛（ほこ）が61本もまとまって出土した。
珠金塚（しゅきんづか）
方墳で、盾塚の西側にある。墳頂には、組合せ木棺を納めた二つの粘土槨があった。一方の棺には、銅鏡、玉類、短甲、衝角付冑、鉄製刀剣、竹櫛、盾などがあり、もう一方の棺にも銅鏡、玉類、短甲、鉄製刀剣などがあった。甲冑はいずれも鋲留式（びょうどめしき）。玉類の中に金製丸玉のものがあった。鋲留めという新しい技術、金製品もそれ以前には稀なものである。
古市丸山古墳（ふるいちまるやまこふん）
円墳で、直径45メートルあり、円墳としては大規模。拝所の直ぐ近くにある。金銅製の鞍金具などの馬具（国宝、誉田八幡宮所蔵）が出土した。木製の鞍に金銅製の金具が綴じ付けてある。古墳出土の鞍の中でも最優秀品。横に連なった竜文の透かし彫りがある。伽耶（かや）高霊の古墳出土の文様に酷似しており、乗馬の道具が朝鮮半島からの舶載品を含んでいる。
鞍塚（くらづか）
円墳で、盾塚の北にある。箱形木棺から銅鏡、玉類、甲冑、武器、馬具など出土。築造年代は、盾塚や珠金塚より新しい。
東山（ひがしやま）
方墳で、天皇陵の西にある。円筒埴輪が多数見つかっている。
栗塚（くりつか）
一辺43メートルの方墳。多数の埴輪が出土している。
東馬塚古墳(ひがしうまつか)
一辺30メートルの方墳。円筒埴輪が出土している。
二ツ塚古墳

### 拝所

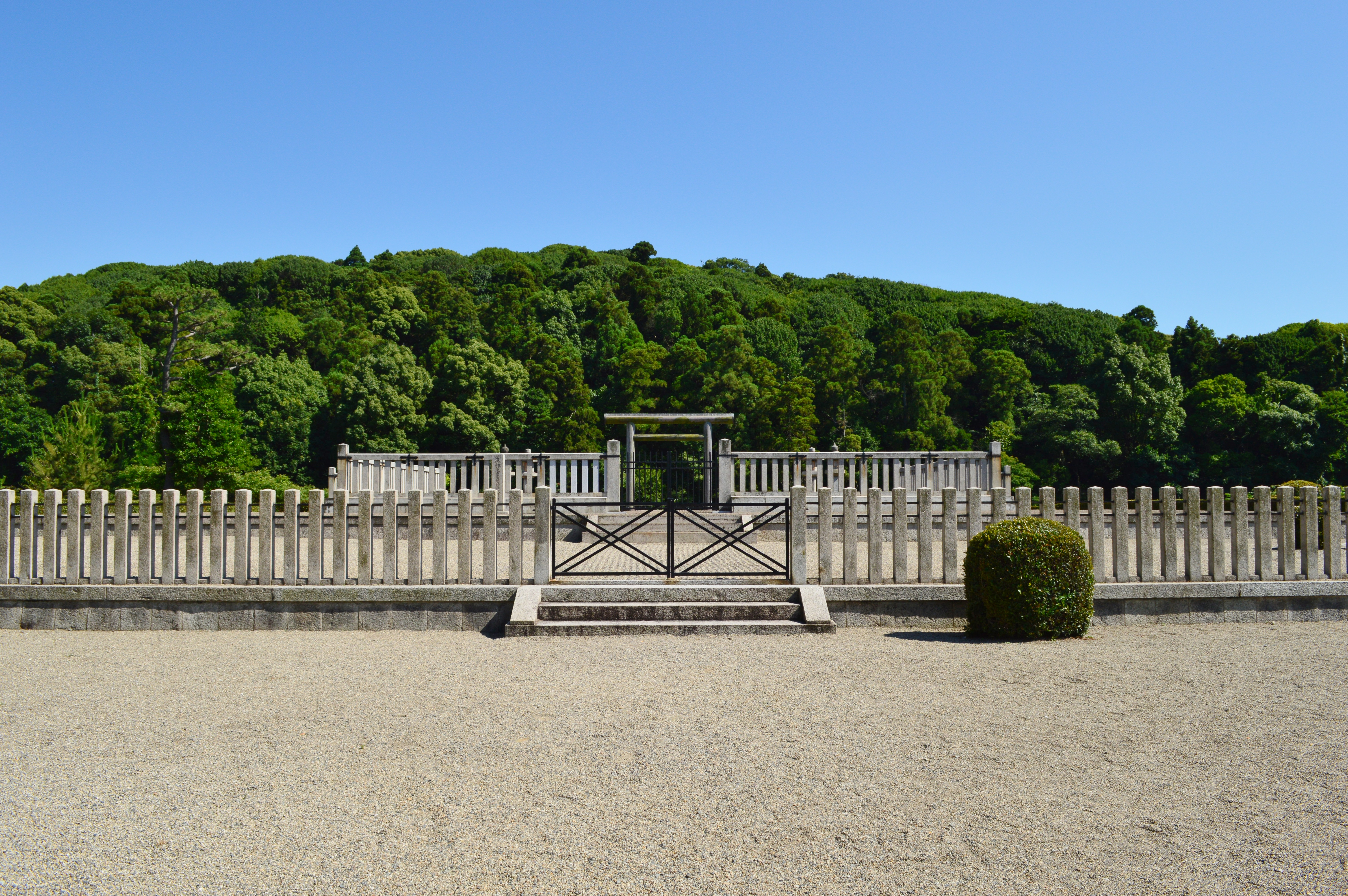
応神天皇惠我藻伏崗陵 拝所

現在、前方部の正面にある。之は、文久（1861年～1863年）の修築以降。それ以前は、誉田八幡宮のある後円部の方から、つまり背面の方に参道があり、後円部の頂上にある六角形の宝殿まで石段が付いていた。一般の人たちも参拝していた。

## 被葬者と造営年代
円筒埴輪の型式や一部採集されている須恵器の型式、最近の考古学的な暦年代研究、年輪年代測定法による調査結果からも、5世紀の第1四半期と推定される。被葬者は、「倭の五王」のうちの「讃」を誰にあてるかで変わってくる。この古墳は、古くから応神天皇の陵墓であるとの伝承を持つが、応神天皇の治世を、『古事記』の崩年干支が甲午（394年）であることから井上光貞は370年頃から390年頃と想定したが、この説を採用すると年代が合わない。直木孝次郎は『日本書紀』応神紀と『三国史記』から百済阿莘王・腆支王との同時代性から4世紀末から5世紀初頭としており、これならば年代的には整合するし、資料解釈の方法自体にも説得力がある。総じて誉田御廟山古墳が応神天皇陵である蓋然性は高いといわなければならないが、そのように想定した場合、大仙陵古墳の被葬者が仁徳天皇であるとする比定の蓋然性は高くなるものの、古市古墳群の仲ツ山古墳、百舌鳥古墳群の上石津ミサンザイ古墳、古市の誉田御廟山古墳、百舌鳥の大仙陵という大阪平野南部における古墳編年と、仁徳・履中・反正と3代続いた大王が全て百舌鳥に陵墓を造営したという記紀伝承との間に矛盾が生じるし、従来の古墳の治定にも不整合が生じるという別の問題が発生し、また、井上光貞、上田正昭、直木孝次郎らがかつて唱えた河内政権論は成り立ちがたくなる。

## 付随の施設・神社・寺
- 古墳敷地内に、宮内庁書陵部の古市陵墓監区事務所がある。
- 古墳の南側に日本最古の八幡宮である誉田八幡宮、室町時代に描かれた、「応神陵」造営から誉田八幡宮の建立や様々な功徳を述べた『誉田宗廟縁起絵巻』を所蔵している。天皇陵の存在を前提にして発生・発達した神社である。